# Кечовка
Кечо́вка (рос. Кечёвка) — річка в Удмуртії, Росія, ліва притока річки Іж. Протікає територією Малопургинського району.
Річка починається на південній околиці села Верхнє Кечово. Протікає спочатку на північ, потім повертає на північний захід, нижня течія спрямована на захід. Впадає до Іжа навпроти гирла річки Постолка. Береги в нижній течії заліснені. Приймає декілька приток, створено ставки.
Над річкою розташовані такі населені пункти Малопургинського району — Верхнє Кечово, Кечово, Середнє Кечово, Нижнє Кечово та Яган.